# Victor Capesius
Victor Capesius (* 7. Februar 1907 in Reußmarkt, Siebenbürgen, Österreich-Ungarn; † 20. März 1985 in Göppingen) war ein Apotheker, der als SS-Führer die Lagerapotheke im KZ Dachau und dem KZ Auschwitz leitete. Capesius war im KZ Auschwitz an Kriegsverbrechen beteiligt und wurde 1965 im Ersten Frankfurter Auschwitz-Prozess zu neun Jahren Zuchthaus verurteilt.

## Kindheit, Ausbildung
Capesius wurde in Reußmarkt, dem heutigen Miercurea Sibiului in Siebenbürgen als Sohn eines Arztes und Apothekers geboren. Er besuchte das deutsche Gymnasium in Hermannstadt und begann nach dem 1924 bestandenen Abitur an der Universität Klausenburg ein Pharmaziestudium, das er an der Universität Wien erfolgreich abschloss. Danach leistete er 1931 seinen einjährigen Militärdienst ab. Im rumänischen Heer erreichte er den Dienstgrad eines Hauptmanns. Capesius promovierte 1933 zum Dr. pharm.

## Berufsleben, 1934–1940
Ab 1934 arbeitete er als Handelsvertreter der I.G. Farben und lernte in dieser Funktion viele Praxen und Apotheken in Rumänien kennen.
Nach Beginn des Zweiten Weltkrieges wurde Capesius 1940 ins rumänische Heer einberufen und leitete im Range eines Hauptmanns die Spitalapotheke an einem Armeestandort.

## SS-Karriere, 1943–1945
Als „Volksdeutscher“ wurde Capesius 1943 zur Wehrmacht eingezogen und trat zum 1. August 1943 als Hauptsturmführer zur Waffen-SS über. Im selben Jahr folgte seine Ausbildung im Zentralsanitätslager der SS in Warschau. Im September 1943 wurde er ins KZ Dachau versetzt, wo er bis Februar 1944 die Lagerapotheke leitete.
Im Februar 1944 wechselte Capesius zum größten deutschen Vernichtungslager, dem KZ Auschwitz, wo er in der Nachfolge von Adolf Krömer bis zur Evakuierung des Lagers im Januar 1945 die KZ-Apotheke leitete. Dabei überwachte er unter anderem die Beschaffung und die Anwendung von Zyklon B, an dessen Produktion sein alter Arbeitgeber, die I.G. Farben, durch Teilhabe an der Firma Degesch beteiligt war. Er arbeitete eng mit Josef Mengele zusammen, der menschenverachtende medizinische Experimente an Häftlingen durchführte. Capesius war auch an der Selektion von Häftlingen für die Gaskammer persönlich beteiligt. Zum 9. November 1944 stieg er zum SS-Sturmbannführer auf.

Capesius bereicherte sich an persönlichen Schmuckstücken und herausgebrochenen Zähnen seiner Opfer. Das dabei gewonnene Gold nutzte er als Startkapital für seine spätere unternehmerische Karriere. 

„Auf Grund zahlreicher Zeugenaussagen konnte ihm nachgewiesen werden, dass sich der ‚unschuldige‘ Apotheker in unsagbar dreister Weise an den ermordeten Häftlingen in Auschwitz bereicherte, indem er vor allem das Zahngold, das Häftlingsärzte den vergasten Menschen aus den Kiefern herausreißen mussten, regelmäßig ‚in das Reich‘ transportieren ließ. Mit dem Erlös aus dem Zahngold und anderen Wertsachen baute er sich seine Nachkriegs-Existenz auf.“

## Nachkriegszeit, 1945–1959
Nach der Befreiung von Auschwitz tauchte er unter und geriet bei Kriegsende in Schleswig-Holstein in britische Kriegsgefangenschaft, aus der er nach einem Jahr entlassen wurde. 1946 begann er an der Universität Stuttgart ein Studium der Elektrotechnik. Bei einem Besuch in München wurde Capesius 1946 von dem ehemaligen Auschwitzhäftling Leon Czekalski erkannt. Daraufhin wurde er von der amerikanischen Militärpolizei verhaftet und kam in die Internierungslager Dachau und Flak-Kaserne Ludwigsburg. Im August 1947 wurde Capesius aus dem Internierungslager entlassen, da die zuständigen amerikanischen Behörden ihm keine Straftaten nachweisen konnten.
Er arbeitete danach zunächst in einer Stuttgarter Apotheke als Angestellter. Im selben Jahr wurde er im von der Spruchkammer Stuttgart durchgeführten Entnazifizierungsverfahren am 9. Oktober 1947 als „durch das Gesetz nicht belastet“ eingestuft.
Im Oktober 1950 eröffnete der 43-Jährige in Göppingen die Marktapotheke und zusätzlich noch einen Kosmetikladen in Reutlingen. Er lebte bis 1959 unbehelligt in beträchtlichem Wohlstand.

## Inhaftierung 1959–1968
Anfang Dezember 1959 wurde Capesius in Göppingen festgenommen und saß bis 1965 in Untersuchungshaft. Am 20. August 1965 wurde er im 1. Auschwitz-Prozess vom Landgericht Frankfurt am Main wegen gemeinschaftlicher Beihilfe zum gemeinschaftlichen Mord in vier Fällen an jeweils mindestens 2000 Menschen zu neun Jahren Zuchthaus verurteilt.

## Ruhestand in Freiheit, 1968–1985
Im Januar 1968 (nach insgesamt 8 Jahren) wurde er aus der Haft entlassen. Er besuchte noch am Tag seiner Entlassung ein Stadtkonzert und wurde dort mit Beifall begrüßt.
Am 20. März 1985 starb Capesius im Alter von 78 Jahren in Göppingen eines natürlichen Todes. Er hinterließ seine Frau Friederike "Fritzi" (1907–1998) und drei Töchter. Capesius ist auf dem Hauptfriedhof von Göppingen begraben. Seine Witwe und eine Tochter wurden an seiner Seite beigesetzt. Nur wenige Meter von dem Familiengrab entfernt befindet sich der jüdische Teil des Friedhofs, auf dem auch mehrerer Menschen gedacht wird, die in Auschwitz ermordet wurden.